# Бложе, Витаутас Пятрас
Ви́таутас Пя́трас Бло́же (лит. Vytautas Petras Bložė; 9 февраля 1930, местечко Байсогала, Радвилишкский район, Литва — 31 декабря 2016 ) — литовский поэт, автор песен, переводчик.

## Биография
Учился в кедайняйской, затем в шядувской гимназиях. Был вынужден прервать учёбу после высылки родителей в Сибирь. Работал монтёром, бухгалтером. В 1949 году сдал экзамены на аттестат зрелости в Каунасе. Учился в Вильнюсском педагогическом институте (русская филология). Работал в Государственном издательстве художественной литературы (позднее «Вага») (1951—1956). В 1966—1981 годах его книги не печатали. С 1975 года жил под Друскининкай, после смерти жены переселился в Каунас.

## Творчество
Автор стихотворений и поэм. В ранних лирических стихотворениях, написанных в 1950-х годах (изданы в книге „Sename dvarely“, 1994) отразился трагизм послевоенных лет. Первый сборник стихов „Septyni šienpjoviai“ издал в 1961 году. В этой книге и последующей „Nesudegantys miestai“ (1964) отчётлив поворот к авангардизму.
Переводил на литовский язык произведения М. Ю. Лермонтова, А. С. Пушкина, Н. А. Некрасова, Фридриха Шиллера, Генриха Гейне, Рильке, Кавафиса. Произведения Бложе переводились на английский, латышский, польский, русский, украинский языки. На русском языке стихотворения Бложе публиковались в переводах Георгия Ефремова.

## Книги
- Septyni šienpjoviai: eilėraščiai. Vilnius: Valstybinė grožinės literatūros leidykla, 1961.
- Nesudegantys miestai: eilėraščiai. Vilnius: Vaga, 1964.
- Iš tylinčios žemės: eilėraščiai. Vilnius: Vaga, 1966.
- Sadko: Sakmė. Vilnius: Vaga, 1970.
- Žemės gėlės: eilėraščiai. Vilnius: Vaga, 1971.
- Poezija: rinktinė. Vilnius: Vaga, 1974.
- Dainos: rinktinė. Vilnius: Vaga, 1976.
- Polifonijos: poemos. Vilnius: Vaga, 1981.
- Sena laužavietė: eilės ir poemos. Vilnius: Vaga,1982.
- Žmonės: eilėraščiai. Vilnius: Vaga, 1984.
- Miko Kėdainiškio laiškai sau pačiam ir kiti nežinomi rankraščiai, rasti senų griūvančių namų pastogėje: poema romanas. Vilnius: Vaga, 1986.
- Noktiurnai: poemos. Vilnius: Vaga, 1990.
- Sename dvarely: eilėraščiai Naktigonio slapyvardžiu. Vilnius: Lietuvos rašytojų sąjungos leidykla, 1994.
- Ruduo: eilėraščių poema. Vilnius: Baltos lankos, 1996.
- Visai ne apie tai: eilėraščiai. Vilnius: Vaga, 1998.
- Tuštuma: eilėraščių poema. Klaipėda: Klaipėdos menininkų namai, 2001.
- Prieš išskrendant man ir tau: poetinė apysaka. Vilnius: Vaga, 2004.
- Papildymai: poezija. Vilnius: Vaga, 2006.
- Tu palikai mane užmigusį: 2002 m. eilėraščiai. Kaunas: Kitos knygos, 2007.
- Poezija. Vilnius: Žaltvykslė, 2007.

- Smoke From Nothing: Poems by Vytautas P. Bložė. Sudarymas ir vertimas. Philadelphia, The Pine Press, 1998.
- Emptiness: eilėraščiai / vertė J. Zdanys. Klaipėda: Vario burnos, 2005.

- Wiersze: poems / vertė Zuzanna Jaroszkiewicz, Izabela Korybut-Daszkiewicz, Jagoda Rogoża, Alicja Rybałko. Łódź: Fundacja Anima, 2003.

## Награды и премии
- Ятвяжская премия (1986)
- Национальная премия Литвы по культуре и искусству (1991)
- Лауреат фестиваля «Весна поэзии» (1997)
- Офицер ордена Великого князя Литовского Гядиминаса (2000)
- Литературная премия „Varpų premija“ (2004) [2]